# Programm von nebenan
Programm von nebenan (Untertitel: Wie man sich in der Welt unterhält) war eine Unterhaltungssendung im Fernsehen der DDR.

## Sendung
In der Sendung Programm von nebenan wurden verschiedene Beiträge von ausländischen Fernsehstationen, zum Beispiel aus Tokio, Warschau oder Prag, dem Publikum präsentiert. Zumeist handelte es sich dabei um Film- oder Musikausschnitte. Moderiert wurde das Format von Wolfgang Niederlein. Ausgestrahlt wurde Programm von nebenan einmal im Monat im Abendprogramm, in der Regel mittwochs, aber in Ausnahmefällen auch sonnabends.